# Пал (морська справа)

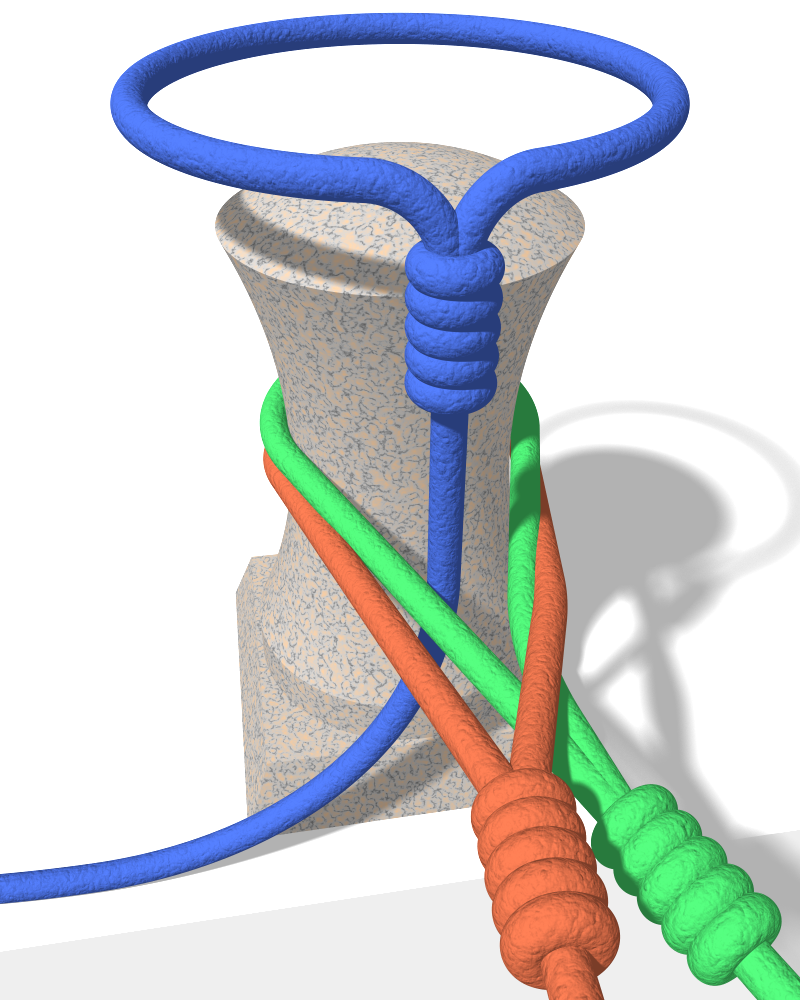
Пал зі швартовами.

Пал (нід. paal — «кілок, паля, стовп»), причальна тумба, у 1920-х роках запропоновано терміни чальни́ця, пальовий кущ, палля — гідротехнічна споруда у вигляді окремої опори, палі, чавунної тумби тощо, до якої канатами прив'язується судно (або плавучий док) під час стоянки. Належить до причальних споруд.

## Опис
Розрізняють такі типи палів:
- Швартовні — сприймають навантаження тільки від швартовів;
- Відбійні — сприймають зусилля від навалювання судна;
- Причальні — сприймають обидва види зусиль;
- Напрямні — забезпечують правильний напрямок судна, яке підходить до причалу, входу до шлюзу чи гавані;
- Розворотні — слугують для розвороту судна на 180°.

Причальні і відбійні виготовляють гнучкими, що зменшує зусилля від навалювання суден, швартові пали, для яких це не має значення, часто виконують жорсткими. Найбільше поширення отримали пали з трубчастих паль: гнучкі з вертикальними палями і жорсткі з похилими.
Пали встановлюють безпосередньо перед причалами, на підходах до причалів (рейдові пали), перед відкісними спорудами (для запобігання навалюванню суден на берег), на рейдах порту і біля входів до шлюзу чи гавані.
Пали для швартовів у вигляді кілків, паль, вертикальних залізничних рейок тощо ще називають приколами (первісне і ширше значення слова прикіл — «вбитий в землю кіл»). Існують вирази стати на приколі («причалити»), стояти (бути) на приколі, тримати на приколі («не використовувати в роботі»).

## Галерея

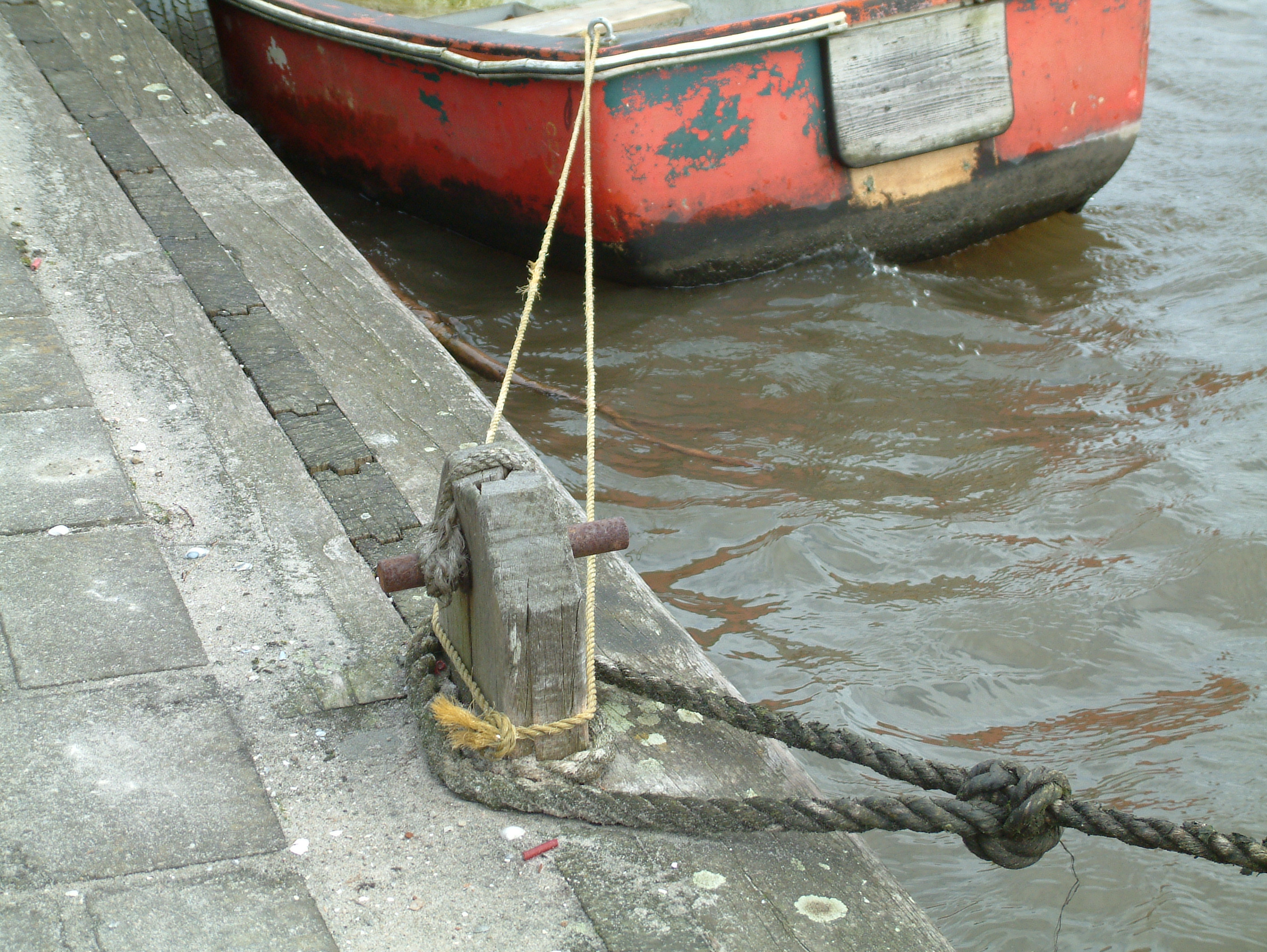
Пал у Меркерку, Нідерланди
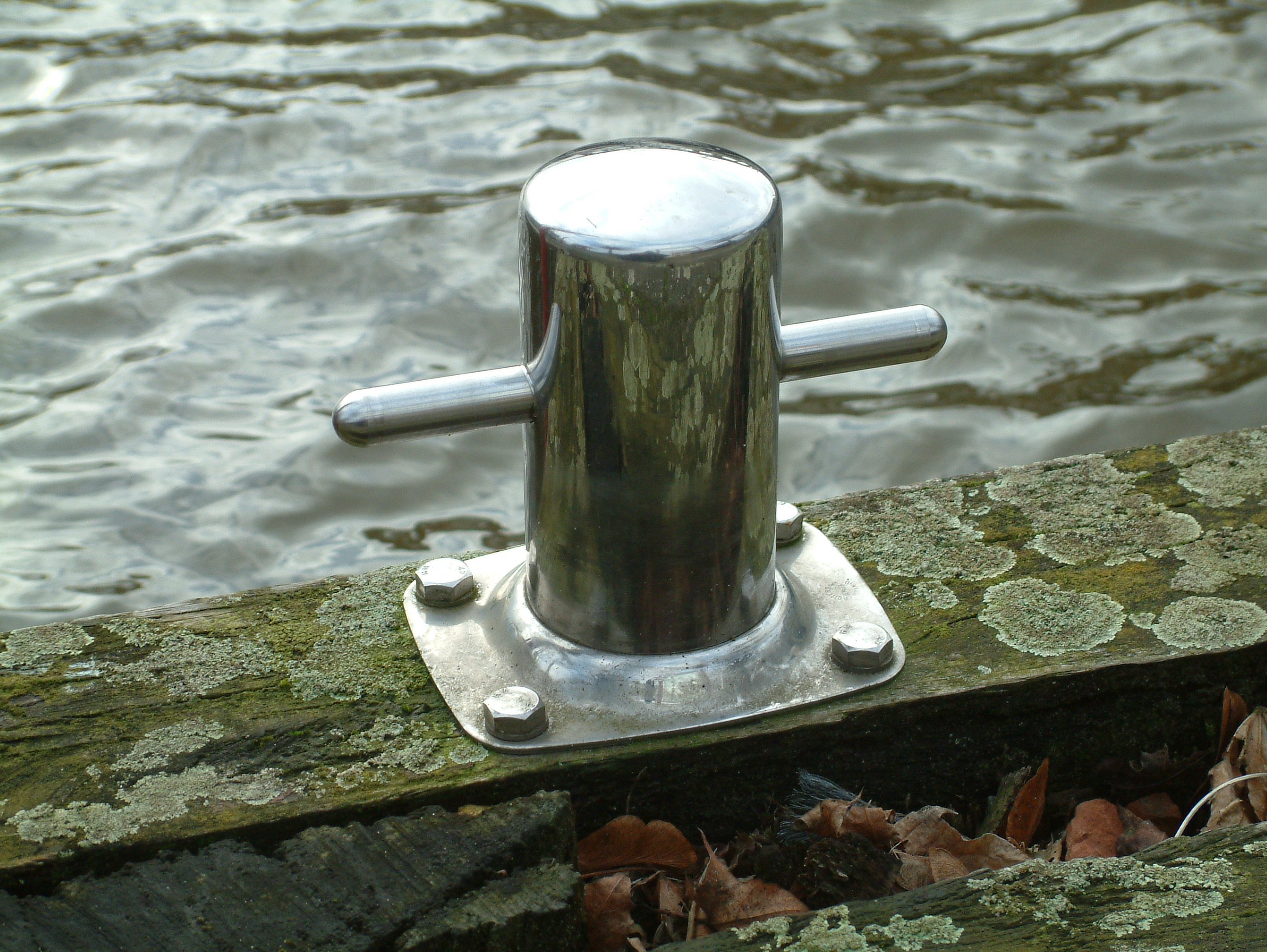
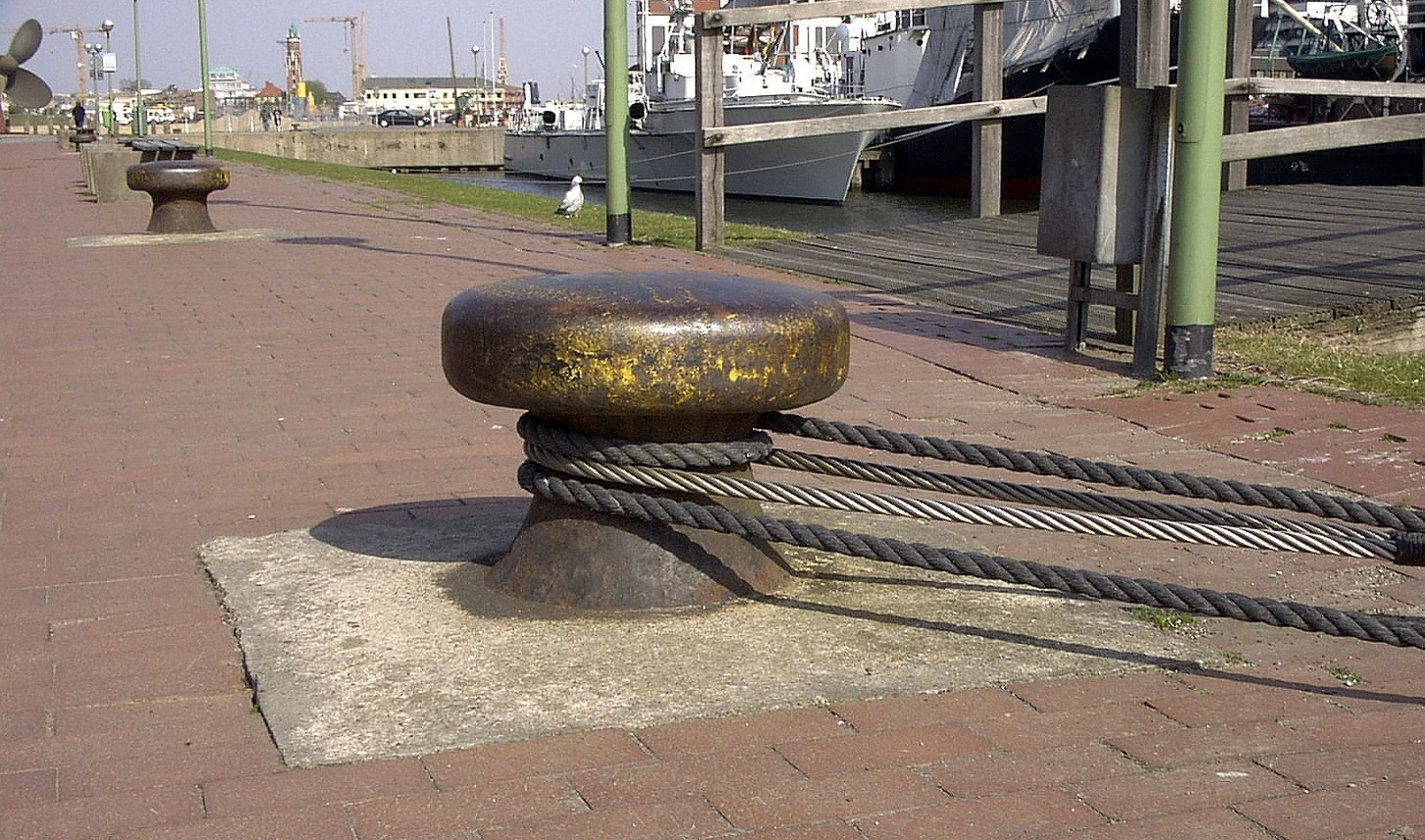
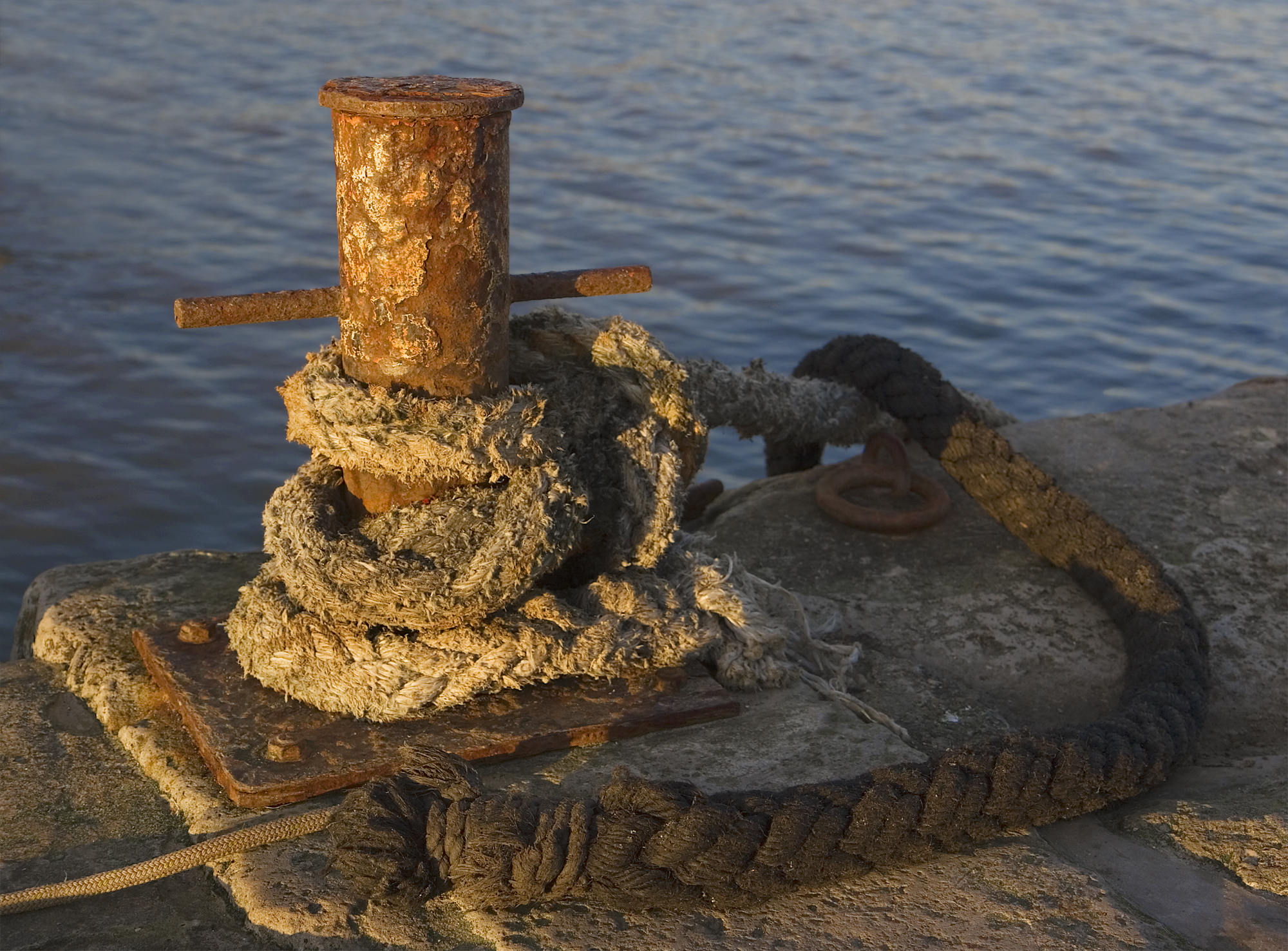
Прикіл